# Anthony Beltoise
Anthony Beltoise (Neuilly-sur-Seine, 21 juli 1979) is een Frans autocoureur. Hij is de zoon van voormalig wereldkampioenschap wegrace en Formule 1-coureur Jean-Pierre Beltoise.

## Carrière

### Eenzitters
Beltoise begon zijn carrière in de Franse Formule Renault 2.0 in 1993, waar hij als tiende finishte. Een jaar later werd hij in deze klasse zevende. Hij nam deel aan het Franse Formule 3-kampioenschap in 1995 en 1996, waarin hij in '95 als elfde finishte en in '96 als tweede, achter kampioen Soheil Ayari. Beltoise nam in 1997 deel aan de Formule 3000, maar wist in zeven races geen punten te scoren.

### Na de eenzitters
In 1998 nam Beltoise deel aan de FIA Sportscar, waar hij als tiende eindigde. Daarna nam hij deel aan de Renault Sport Clio Trophy tussen 1999 en 2002, waarin hij achtereenvolgens als vierde, elfde, derde en zesde finishte. In 2000 reed hij voor het eerst in de 24 uur van Le Mans, waarin hij als tweede finishte in de GTS-klasse in een Oreca Chrysler Viper. IN 2001 reed hij hier weer, nu voor het team SMG in de LMP900-klasse. Vanaf 2004 neemt hij deel aan de Porsche Carrera Cup Frankrijk, wat hij in 2005, 2006 en 2008 won. Hij nam ook regelmatig deel aan de FFSA GT. In 2007 maakte hij een eenmalige start in de WTCC voor het team Exagon Engineering in Pau. Vanaf 2007 rijdt hij ook vaak in de Le Mans Series.